# Дєрдь Хоркаї
Дєрдь Хоркаї (угор. György Horkai, 1 липня 1954) — угорський ватерполіст.
Олімпійський чемпіон 1976 року, бронзовий призер 1980 року.
Срібний призер Чемпіонату світу з водних видів спорту 1975, 1978, 1982 років.
Чемпіон Європи з водного поло 1974, 1977 років, срібний призер 1983 року, бронзовий призер 1981 року.